# Grand Prix Viborg
Il Grand Prix Viborg, denominato fino al 2014 Destination Thy, è una corsa in linea maschile di ciclismo su strada che si svolge a Viborg, capoluogo della regione dello Jutland centrale, in Danimarca, ogni anno nel mese di maggio. Nato nel 2013, fa parte del calendario dell'UCI Europe Tour classe 1.2.

## Albo d'oro
Aggiornato all'edizione 2017.
| Anno              | Vincitore           | Secondo                    | Terzo             |
| ----------------- | ------------------- | -------------------------- | ----------------- |
| Destination Thy   |                     |                            |                   |
| 2013              | Constantino Zaballa | Martin Mortensen           | Dries Hollanders  |
| 2014              | Magnus Cort Nielsen | Troels Vinther             | Morten Øllegård   |
| Grand Prix Viborg |                     |                            |                   |
| 2015              | Oscar Landa         | Bob Schoonbroodt           | Wim Stroetinga    |
| 2016              | Johim Ariesen       | Andreas Hyldgaard Jeppesen | Kasper Asgreen    |
| 2017              | Kasper Asgreen      | Jonas Vingegaard Rasmussen | Rasmus Guldhammer |